# John Milton
|  | Per a altres significats, vegeu «John Milton Oskison». |

John Milton (Londres, 9 de desembre del 1608 - 8 de novembre del 1674) va ser un poeta i assagista anglès, conegut especialment pel seu poema èpic Paradise Lost (El paradís perdut).

## Vida
Milton va demostrar interès per les lletres des de molt jove, i son pare, músic professional del mateix nom que ell (John), el va animar a seguir amb aquesta afició. Als nou anys ja escrivia poesia. Va ser educat sota la tutela de Thomas Young a Londres i a Cambridge. Mentre estava a Cambridge, va escriure algunes de les seves millors poesies, entre aquestes Oda al matí de la Nativitat de Crist. Es va guanyar ràpidament una reputació d'erudit. Entre 1638 i 1639, va viatjar al continent europeu, on va entrar en contacte amb Galileu.
L'any 1642, va contraure matrimoni amb Mary Powell, que el va abandonar a les poques setmanes per incompatibilitat de caràcters, tot i que s'hi van reconciliar tres anys més tard, i el deixà vidu l'any 1652.
Ficat en política, va ser nomenat secretari d'Afers Exteriors l'any 1649 per la Commonwealth.
El 1656, va contraure noves noces, però va tornar a quedar-se vidu dos anys més tard en donar a llum la seua esposa una xiqueta que moriria mesos més tard.
El seu infatigable treball li va costar la vista i va haver d'escriure amb un ajudant. Va col·laborar amb Oliver Cromwell i per això va ser arrestat l'octubre del 1659. Va estar a punt de ser executat, però diverses personalitats van declarar a favor seu i, finalment, va ser indultat pel rei Carles II el desembre del 1659.
A partir d'aquest moment, Milton va viure retirat i es va dedicar únicament al seu treball poètic. L'any 1667, va publicar la seua obra El paradís perdut (posteriorment il·lustrada per Gustave Doré), que li va donar fama universal. L'obra següent fou El paradís recobrat i Samsó agonista, un drama que seguia el model grec (1671).
Tota l'obra de John Milton està profundament marcada per les seues conviccions religioses i també per temes còsmics. El màxim exponent d'aquesta religiositat està present en El Paradís perdut. L'obra, dividida en dotze sonets, narra la història d'Adam intentant justificar el perquè de les accions de Déu amb la humanitat.

## Obra
- Vint-i-tres sonets, escrits al llarg de la seva vida.
- On the Morning of Christ's Nativity (El matí del naixement de Crist) (1629)
- Sobre Shakespeare (1630)
- L'Allegro (1631)
- Il Penseroso (1631)
- Temps (1632)
- Una música solemne (1633)
- Àrcades (1634)
- Comus (1634)
- Lycidas (1637)
- Reformes de la disciplina de l'Església a Anglaterra (1641)
- La raó del govern de l'Església (1641-1642)
- Doctrina i disciplina del divorci (1643)
- Samson agonista (1671)
- Areopagitica (1644)
- Sobre l'educació (1644)
- L'exercici de la magistratura i el regnat (1649)
- Eikonoklastes (1649)
- Sobre la seua ceguesa (1655)
- Sobre la seua esposa morta (1658)
- Tractat de poder civil en causes eclesiàstiques (1659)
- Paradise Lost (El paradís perdut) (finalitzat l'any 1667)
- Paradise Regained (El paradís recobrat) (1671)

## El paradís perduten la literatura posterior
La importància d'El paradís perdut és tan gran que la poesia anglesa posterior a aquesta obra mai no va tornar a ser la mateixa. Milton, amb el seu monumental poema, és el fundador d'una poesia de gran estil, que influirà en tots els eminents poetes de llengua anglesa posteriors, des de William Blake fins a T. S. Eliot, tant per la profunditat del tema com pel seu brillant estil poètic. També ha tingut detractors, com Samuel Johnson, que han menystingut Milton per les seues posicions polítiques i puritanes, però és innegable que la seua empremta en la literatura anglesa és inesborrable.

## Llegat i influència
Un cop publicat Paradise Lost, la talla de Milton com a poeta èpic va ser reconeguda immediatament. Va projectar una ombra formidable sobre la poesia anglesa dels segles XVIII i XIX; sovint va ser considerat igual o superior a tots els altres poetes anglesos, inclòs Shakespeare. Molt aviat, però, va ser defensat pels whigs i criticat pels conservadors: amb el regicidi, Edmund Ludlow va ser reclamat com un dels primers whigs, mentre que el ministre anglicà High Tory Luke Milbourne va agrupar Milton amb altres agents de la foscor com John Knox, George Buchanan, Richard Baxter, Algernon Sidney i John Locke. Les idees polítiques de Milton, Locke, Sidney i James Harrington van influir fortament en els radicals whigs, la ideologia dels quals, al seu torn, va ser central per a la Revolució americana. Els estudiosos moderns de la vida, la política i l'obra de Milton són coneguts com a miltonistes: «la seva obra és objecte d'una gran quantitat d'estudis acadèmics».
El 2008, es va inaugurar el John Milton Passage, un pas breu pel carrer del pa fins al cementiri de St Mary-le-Bow a Londres.

### Primeres reaccions a la seva poesia

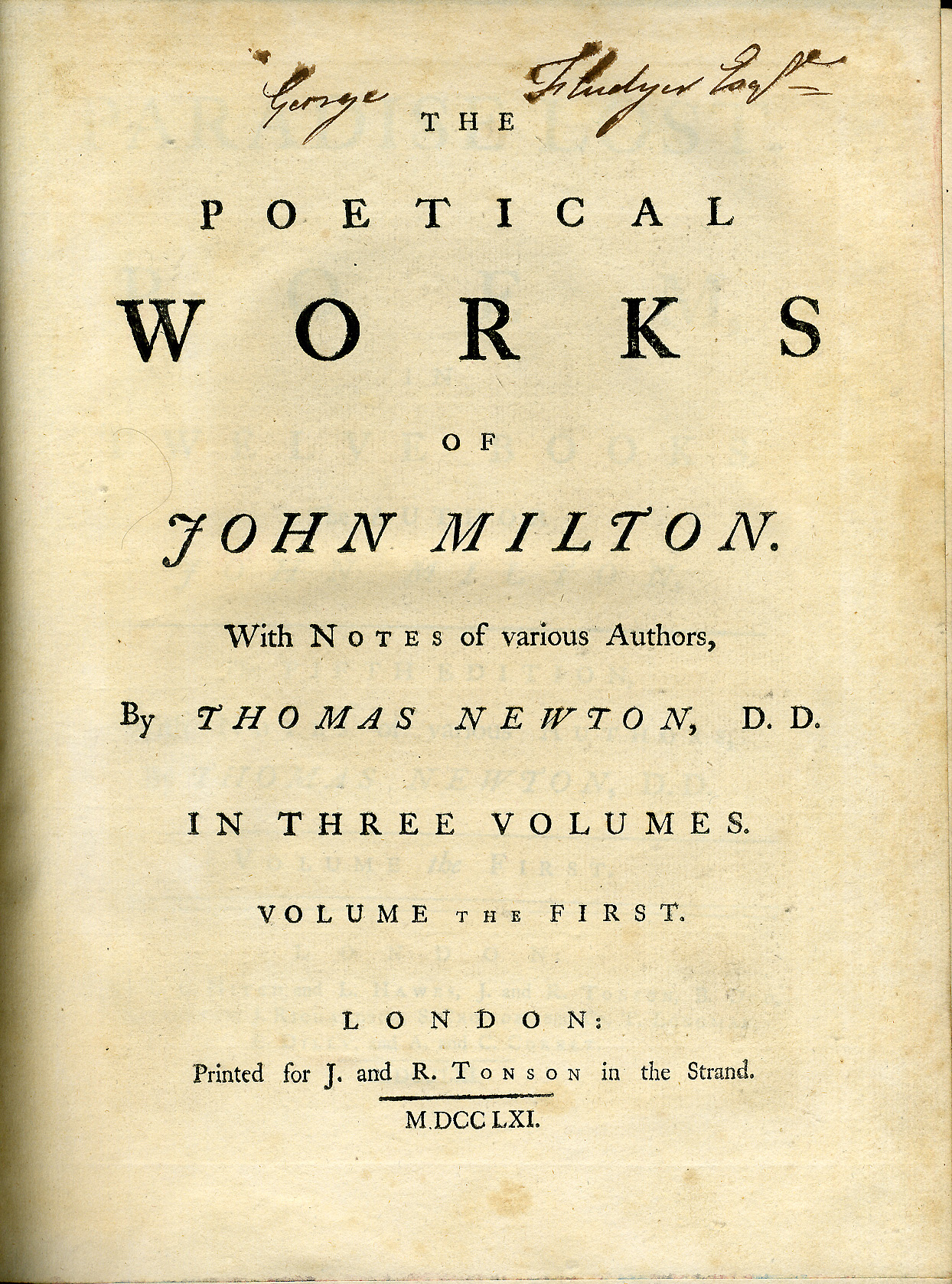
Portada d'una edició de 1752–1761 de The Poetical Works of John Milton with Notes of Various Authors by Thomas Newton impresa per J. & R. Tonson a Strand

John Dryden, un dels seus primers entusiastes, el 1677 va començar a descriure Milton com el poeta sublim. The State of Innocence and the Fall of Man: an Opera (1677) de Dryden és una prova d'una influència cultural immediata. El 1695, Patrick Hume es va convertir en el primer editor de Paradise Lost, i proporcionà un ampli aparell d'anotacions i comentaris, sobretot referint-se'n a les al·lusions.
El 1732, l'erudit clàssic Richard Bentley va oferir una versió corregida de Paradise Lost. Bentley va ser considerat presumptuós, i va ser atacat l'any següent per Zachary Pearce. Christopher Ricks jutja que, com a crític, Bentley era alhora agut i equivocat, i «incorregiblement excèntric»; William Empson també considera que Pearce és més simpatitzant amb la línia de pensament subjacent de Bentley del que es justifica.
Hi va haver una primera traducció parcial de Paradise Lost a l'alemany de Theodore Haak, i basada en aquesta una traducció estàndard en vers d'Ernest Gottlieb von Berge. Una traducció posterior en prosa de Johann Jakob Bodmer va ser molt popular; va influir en Friedrich Gottlieb Klopstock.
Molts pensadors de la Il·lustració del segle xviii veneraven i comentaven la poesia i les obres no poètiques de Milton. A més de John Dryden, hi havia Alexander Pope, Joseph Addison, Thomas Newton i Samuel Johnson. Per exemple, en The Spectator, Joseph Addison va escriure extenses notes, anotacions i interpretacions de certs passatges de Paradise Lost. Jonathan Richardson, sènior, i Jonathan Richardson, el jove, en van coescriure un llibre de crítica. El 1749, Thomas Newton va publicar una extensa edició de les obres poètiques de Milton amb anotacions proporcionades per ell mateix, Dryden, Pope, Addison, els Richardson (pare i fill) i altres. L'edició de Milton de Newton va ser la culminació de l'honor concedit a Milton pels primers pensadors de la Il·lustració; també pot haver estat provocada per la infame edició de Richard Bentley, esmentada més amunt. Samuel Johnson va escriure nombrosos assaigs sobre Paradise Lost, i Milton va ser inclòs en les seves Vides dels poetes anglesos més eminents (1779–1781). A L'època de Lluís XIV, Voltaire diu que «a Milton resta la glòria i l'admiració d'Anglaterra».

### Blake

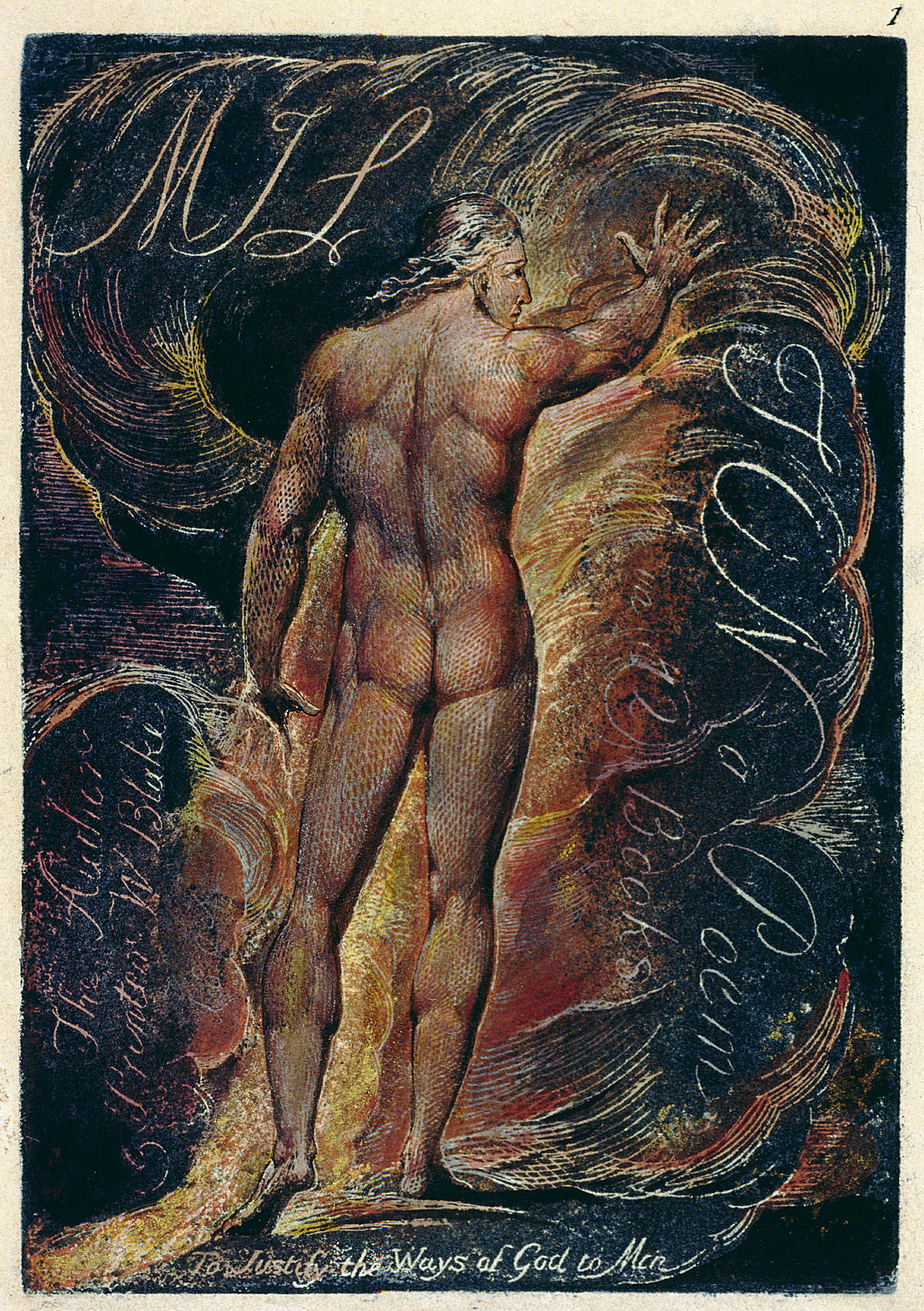
Frontispici de Milton: un poema en dos llibres

William Blake considerava Milton el gran poeta anglès. Blake va situar Edmund Spenser com el precursor de Milton i es va veure com el fill poètic de Milton. En el seu Milton: A Poem in Two Books, Blake utilitza Milton com a personatge.

### Teoria romàntica
Edmund Burke va ser un teòric del sublim, i va considerar la descripció de l'infern de Milton com un exemple de sublimitat com a concepte estètic. Per a Burke, havia de situar-se al costat dels cims de les muntanyes, una tempesta al mar i l'infinit. En The Beautiful and the Sublime, va escriure: «Cap persona sembla haver entès millor que Milton el secret d'augmentar, o de compondre coses terribles, si puc fer servir l'expressió, a la seva llum més forta, per la força d'una obscuritat judiciosa».
Els poetes romàntics van valorar la seva exploració del vers en blanc, però en la seva majoria van rebutjar-ne la religiositat. William Wordsworth comença el seu sonet Londres, 1802 amb «Milton! hauries d'estar viu a aquesta hora» i va modelar The Prelude, la seva pròpia èpica en vers en blanc, sobre Paradise Lost. John Keats trobava el jou de l'estil de Milton poc agradable: «el vers miltònic no es pot escriure sinó amb un humor artístic o més aviat d'artista». Keats considerava que Paradise Lost era una «bellíssima i gran curiositat», però el seu mateix intent inacabat de poesia èpica, Hyperion, no va ser satisfactori per a l'autor perquè, entre altres coses, tenia massa inversions miltòniques. En The Madwoman in the Attic, Sandra Gilbert i Susan Gubar assenyalen que la novel·la Frankenstein de Mary Shelley és, segons molts crítics, «una de les lectures romàntiques clau d'El Paradís perdut».

### Llegat posterior
L'època victoriana va ser testimoni d'una continuació de la influència de Milton. Thomas Carlyle el va declarar el «rei moral de la literatura anglesa», mentre que George Eliot i Thomas Hardy es van inspirar especialment en la poesia i la biografia de Milton. Les crítiques hostils del segle xx per part de T. S. Eliot i Ezra Pound no van reduir l'estatura de Milton. F. R. Leavis, en The Common Pursuit, va respondre als punts d'Eliot, en particular a l'afirmació que «l'estudi de Milton no podia ser res: només era un obstacle», argumentant: «com si es tractés d'una qüestió de decidir no estudiar Milton! El problema, més aviat, era fugir d'una influència de la qual era tan difícil d'escapar perquè no era reconeguda, pertanyent, com ho feia, al clima d'allò habitual i "natural"». Harold Bloom, en The Anxiety of Influence, va escriure que «Milton és el problema central en qualsevol teoria i història de la influència poètica en anglès [... ]».
L'Areopagitica de Milton encara se cita com a rellevant per a la Primera esmena de la Constitució dels Estats Units. En moltes biblioteques públiques, inclosa la Biblioteca Pública de Nova York, s'exhibeix una cita d’Areopagitica —«Un bon llibre és la preciosa sang d'un esperit mestre, embalsamat i atresorat a propòsit per a una vida més enllà de la vida».
El títol de la trilogia La matèria obscura de Philip Pullman deriva d'una cita: «Els seus materials foscos per crear més mons», línia 915 del Llibre II d'El Paradís perdut. Pullman estava preocupat per produir una versió del poema de Milton accessible als adolescents, i ha parlat de Milton com «el nostre més gran poeta públic».
Els títols d'una sèrie d'altres obres literàries conegudes també provenen dels escrits de Milton, com ara Look Homeward, Angel de Thomas Wolfe, Eyeless in Gaza d'Aldous Huxley, Darkness at Noon d’Arthur Koestler i Darkness Visible de William Golding.
T. S. Eliot creia que «en cap altre poeta és tan difícil considerar la poesia simplement com a poesia, sense que les nostres disposicions teològiques i polítiques... facin una entrada il·legal».

### El llegat literari

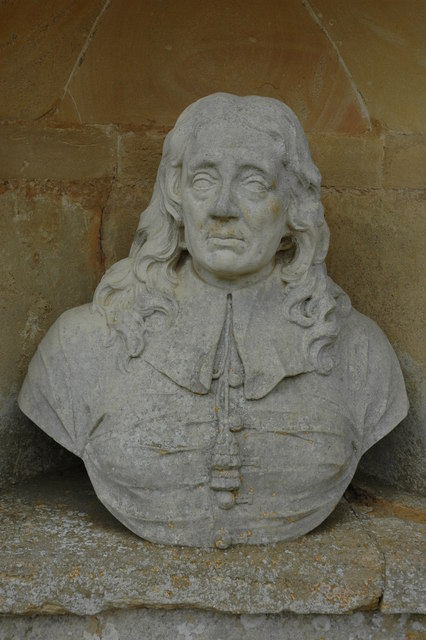
Milton és commemorat al temple de British Worthies, Stowe, Buckinghamshire

L'ús del vers blanc per Milton, a més de les seves innovacions estilístiques (com la grandiloqüència de la veu i la visió, la peculiar dicció i fraseologia) va influir en els poetes posteriors. Aleshores, el vers poètic en blanc es considerava diferent del seu ús en el drama en vers, i El Paradís perdut en fou un exemplar únic. Va dir-ne Isaac Watts l'any 1734: «Milton és considerat el pare i l'autor de versos blancs entre nosaltres». Vers miltònic podria ser sinònim durant un segle del vers en blanc en poesia, un nou terreny poètic independent tant del drama com de la cobla heroica.
La manca de rima de vegades es va considerar la innovació definitòria de Milton. Ell mateix considerava que la qualitat sense rima de Paradise Lost era una extensió de la seva pròpia llibertat personal:
| « | Aleshores, aquesta negligència de rima... s'ha de veure com un exemple, el primer en anglès, d'una antiga llibertat recuperada en un poema heroic dels problemes i la servitud moderna de rimar. | » |

Aquesta recerca de la llibertat va ser en gran part una reacció contra els valors conservadors arrelats. Dins d'una cultura dominant que subratllava l'elegància i l'acabat, va concedir la primacia a la llibertat, l'amplitud i la suggestivitat imaginativa, que finalment es va convertir en la visió romàntica del terror sublim. La reacció a la visió poètica del món de Milton incloïa, a contracor, el reconeixement de la semblança del poeta amb els escriptors clàssics (la poesia grega i romana sense rima). El vers en blanc va arribar a ser un mitjà reconegut per a obres religioses i per a traduccions de clàssics.
Un segon aspecte del vers en blanc de Milton va ser l'ús d'un ritme no convencional:
| « | El seu paràgraf de vers en blanc i el seu intent audaç i victoriós de combinar versos en blanc i rimats amb efecte paragràfic en "Lycidas" creà models i patrons indestructibles del ritme en vers anglès, a diferència de les formes més estretes del metre anglès. | » |

Abans de Milton, «el sentit del ritme regular... havia colpejat el cap anglès amb tanta seguretat que era part de la seva naturalesa». La «mesura Heroick», segons Samuel Johnson, «és pura... quan l'accent descansa sobre cada segona síl·laba de tot el vers... La repetició d'aquest so o percussió en temps iguals és l'harmonia més completa de la qual és capaç un sol vers». Les pauses de cesura se situaven millor al mig i al final del vers. Per tal de donar suport a aquesta simetria, eren més sovint octosíl·labs o decasíl·labs, sense terminacions encavalcades. Milton va introduir modificacions a aquest esquema, que incloïen síl·labes hipermètriques (peus trisíl·labs), inversió o menyspreu dels accents i el desplaçament de les pauses a totes les parts del vers. Milton considerava que aquestes característiques reflectien «la unió transcendental de l'ordre i la llibertat». Els seus admiradors dubtaven a adoptar aquestes allunyaments dels esquemes mètrics tradicionals: «Els anglesos... havien estat escrivint versos separats durant tant de temps que no podien desfer-se de l'hàbit». Isaac Watts preferia els versos diferents uns dels altres, igual que Oliver Goldsmith, Henry Pemberton i Scott d'Amwell, l'opinió general dels quals era que l'omissió freqüent de Milton del peu inicial sense accent era «desagradable a l'oïda». No va ser fins a finals del segle xviii que els poetes (començant per Gray) apreciaren «la composició de l'harmonia de Milton».... com li agradava variar les pauses, les mesures i els peus, la qual cosa dona aquest aire encantador de llibertat a la seva versificació». Al segle xx, el poeta i crític estatunidenc John Hollander arriba a dir que Milton «va ser capaç, fent servir aquest instrument més notable del metre anglès... d'inventar un nou mode de creació d'imatges en la poesia anglesa».
La recerca de la llibertat de Milton també es va estendre al vocabulari. Incloïa molts neologismes llatins, així com paraules obsoletes ja abandonades de l'ús popular tan completament que els seus significats ja no s'entenien. El 1740, Francis Peck va identificar uns quants exemples de paraules antigues de Milton (ara populars). El dialecte miltonià, com s'anomenava, va ser emulat pels poetes posteriors; Pope va utilitzar la dicció de Paradise Lost en la seva traducció d'Homer, mentre que la poesia lírica de Gray i Collins fou sovint criticada per l'ús de paraules obsoletes de Spenser i Milton. El llenguatge dels millors poemes de Thomson (p. e. The Seasons, The Castle of Indolence) es va modelar de manera autoconscient pel dialecte miltonià, amb el mateix to i sensibilitat que Paradise Lost. Després de Milton, la poesia anglesa des de Pope fins a John Keats va mostrar una atenció constantment creixent al valor connotatiu, imaginatiu i poètic de les paraules.

### Adaptacions musicals
L'oda de Milton At a solemn Musick es va adaptar per a cor i orquestra com a Blest Pair of Sirens per Hubert Parry (1848–1918), i el seu poema On the Morning of Christ's Nativity s'adaptà com a obra coral a gran escala per Cyril Rootham (1875–1938). Milton també va escriure l'himne Let us with a gladsome mind, una versificació del Salm 136. Els seus 'L'Allegro' i 'Il Penseroso', amb material addicional, van ser magníficament ambientats per Händel (1740).

## Traduccions al català
- Aeropagítica.  Santa Coloma de Queralt: Obrador Edèndum, 2007 (Enraonaments; 1). ISBN 9788493443467. Traducció de Josep Batalla i Costa.
- El Paradís perdut. Martorell: Adesiara editorial, 2014 (D'ací i d'allà, 35). ISBN 9788492405725. Traducció de Josep M. Boix i Selva.
- El Paradís retrobat. Barcelona: Columna, 1994 (Columna, 51). ISBN 8478096620. Traducció d'Esteve Pujals.